# Beinn Dubhchraig
Der Beinn Dubhchraig (auch Beinn Dubhcraig) ist ein 978 m (3.209 ft) hoher Berg in Schottland. Auf Gälisch wird er als Beinn Dubh-chreig bezeichnet, was so viel wie Berg der schwarzen Felsen bedeutet. Der Berg liegt in den südlichen Highlands zwischen den Orten Crianlarich und Dalmally im Loch Lomond and the Trossachs National Park und ist als Munro eingestuft. 

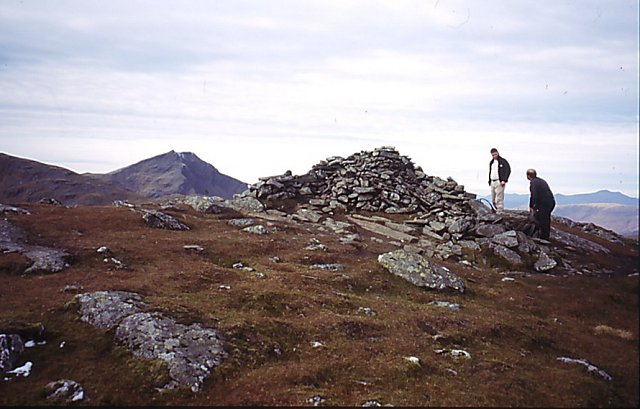
Blick vom Gipfel des Beinn Dubhchraig nach Westen, im Hintergrund der Ben Lui

Zusammen mit dem westlich liegenden, etwa 50 Meter höheren Ben Oss bildet der Beinn Dubhchraig einen nach Süden geöffneten, halbkreisförmigen breiten Grat. Während der Ben Oss als steiler felsiger Kegel deutlich hervorragt, bildet der Beinn Dubhchraig eher einen sanften Bergrücken am Ende des Grates. In dem breiten, als Coire Garbh bezeichneten, von beiden Bergen gebildeten Kar liegt Loch Oss, ein kleiner Bergsee. Beinn Dubchraig und Ben Oss sind über den knapp 780 Meter hohen breiten Sattel Bealach Buidhe verbunden. Der Beinn Dubhchraig besteht wie sein Nachbar aus Glimmerschiefer, er weist aber weniger felsige Partien auf, vorwiegend ins Coire Garbh sowie nach Norden.
Der Beinn Dubhchraig liegt auf der Wasserscheide zwischen schottischer Ost- und Westküste. Nach Norden hin entwässert er über den River Cononish in den Tay und die Nordsee, nach Süden entwässert Loch Oss in den River Falloch, einen Zufluss von Loch Lomond und damit in den Firth of Clyde. Die meisten Munro-Bagger besteigen den Beinn Dubhchraig gemeinsam mit dem Ben Oss von Osten, mit Ausgangspunkt in Dalreigh bei Tyndrum. Der Zustieg ist auch von Richtung Süden aus dem Gleann nan Caorann möglich.   